# سالوجيا
سالوجيا هي بلدية في مقاطعة فرشيلي التابعة لإقليم بييمونتي الإيطالي، تقع على بعد حوالي 30 كيلومتر (19 ميل) إلى الشمال الشرقي من مدينة تورينو وحوالي 35 كيلومتر (22 ميل) إلى الجنوب الغربي من فيرتشيلي، بالقرب من نهر دورا بالتيا.
وهي معروفة في إيطاليا وفي الخارج بإنتاج الفول ومعروفة كذلك بوجود موقع تخزين للنفايات النووية.

## السكان
في سنة 1861 بلغ عدد السكان 4٬037 نسمة، وتطور العدد ليصل في سنة 2011 لـ 4٬170 نسمة.
يظهر هذا المخطط البياني تطور النمو السكاني لـ سالوجيا

## المدن التوأم
- روسي، إيطاليا.

## وصلات خارجية
- الموقع الرسمي (بالإيطالية)